# Chính sách thị thực của Tonga

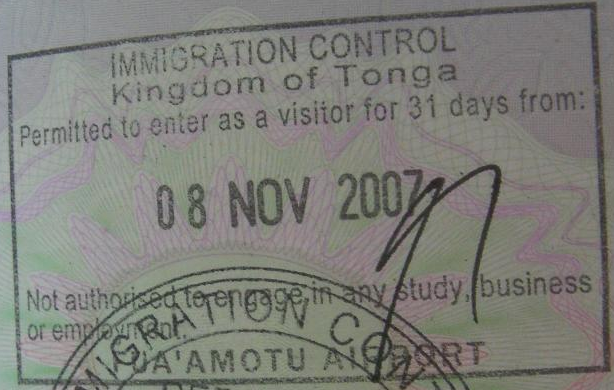
Tonga entry stamp

Du khách đến Tonga phải xin thị thực trừ khi họ đến từ một trong những quốc gia được miễn thị thực có thể xin thị thực tại cửa khẩu. Đơn xin thị thực phải được nộp cho Cơ quan Xuất nhập cảnh chính tại Nuku'alofa. Tất cả du khách phải sở hữu hộ chiếu có thị thực 6 tháng.

## Bản đồ chính sách thị thực

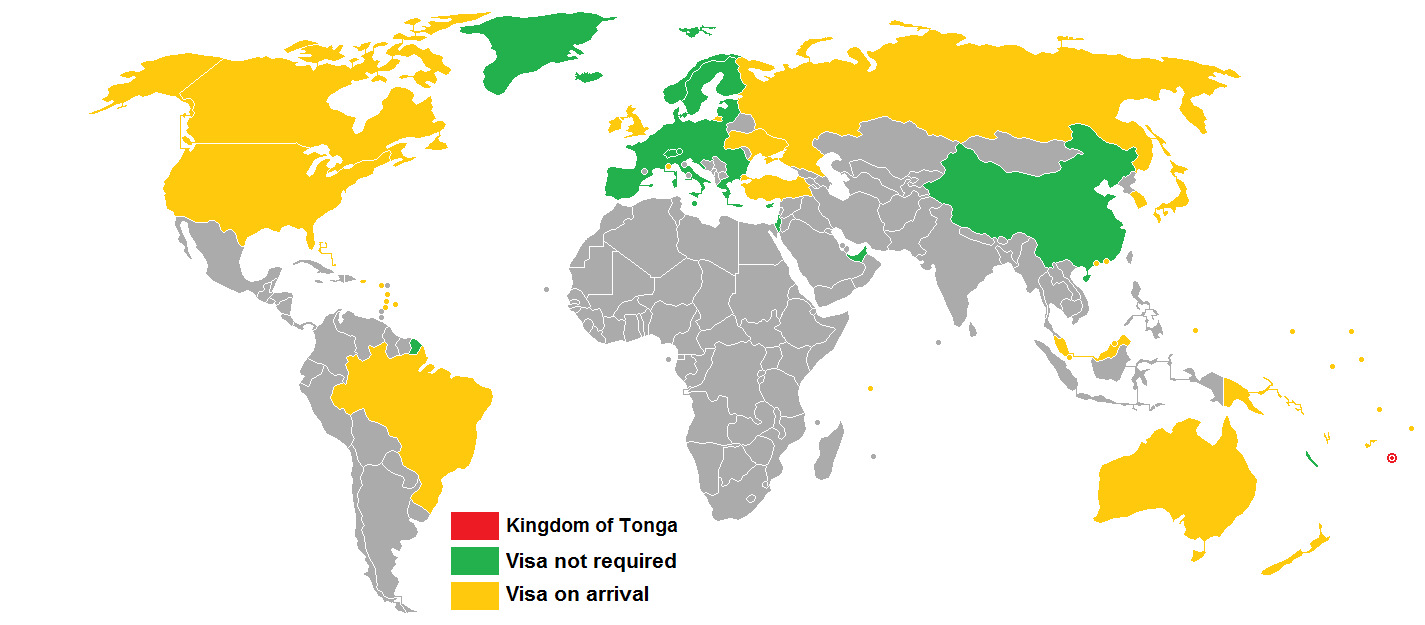
Chính sách thị thực Tonga
Tonga
Miễn thị thực
Thị thực tại cửa khẩu

## Miễn thị thực
- Liên minh Châu Âu: Tonga ký thỏa thuận miễn thị thực song phương với Liên minh Châu Âu vào 20 tháng 11 năm 2015 và được thông qua hoàn toàn vào ngày 8 tháng 6 năm 2016. Thỏa thuận này cho phép tất cả công dân của các nước liên quan đến Khối Schengen để ở lại 90 ngày trong mỗi chu kỳ 180 ngày.[1]
- Trung Quốc: Thỏa thuận miễn thị thực song phương giữa chính phủ Trung Quốc và Tongan được ký và ngày 9 tháng 6 năm 2016 và có hiệu lực từ ngày 19 tháng 8 năm 2016.[2] Thỏa thuận này cho phép công dân của 2 nước có thể ở lại 30 ngày mà không cần thị thực.[3]

## Thị thực tại cửa khẩu
Công dân của 37 quốc gia và vùng lãnh thổ sau có thể xin thị thực tại cửa khẩu miễn phí (có hiệu lực 31 ngày, được gia hạn lên 6 tháng) để đến Tonga:
| - Úc - Bahamas - Barbados - Brazil - Brunei - Canada - Dominica - Fiji - Hồng Kông - Ireland - Israel - Japan - Kiribati - Malaysia - Macao - Quần đảo Marshall - Micronesia - Monaco - Nauru | - New Zealand - Palau - Papua New Guinea - Nga - Saint Kitts và Nevis - Saint Lucia - Saint Vincent và Grenadines - Samoa - Seychelles - Singapore - Quần đảo Solomon - Hàn Quốc - Thổ Nhĩ Kỳ - Tuvalu - Ukraina - Vương quốc Anh - Hoa Kỳ - Vanuatu |  |

Chính sách tương tự cũng áp dụng với người sở hữu hộ chiếu ngoại giao và công vụ của Trung Quốc.